# Гуров Микола Олексійович
Микола Олексійович Гуров (10 травня 1927, Дмитрівка — 21 січня 2005, Маріуполь) — радянський господарський керівник, директор Криворіжсталі та Маріупольського металургійного заводу імені Ілліча. Член ЦК КПУ в 1976—1990 р.

## Біографія
У 1952 році закінчив Дніпропетровський металургійний інститут. З 1952 по 1972 рік працював на Макіївському металургійному заводі — помічником майстра і начальником зміни прокатного цеху № 2, помічником та заступником начальника і начальником прокатному цеху № 1, протягом 10 років — начальником ПДО, заступником та головним інженером заводу. Член КПРС з 1956 року.
У 1972—1981 роках — директор Криворізького металургійного заводу імені Леніна Дніпропетровської області. У 1981—1982 роках начальник управління «Укрметалургпром». У 1982—1990 роках — директор комбінату імені Ілліча у місті Жданов (Маріуполь) Донецької області. Після двох років закордонного відрядження повернувся на комбінат на посаду заступника головного інженера.
Автор 35 винаходів.
Помер 21 січня 2005 року. Похований на новому Старокримському цвинтарі.

## Нагороди, пам'ять
Лауреат Державної премії УРСР (1987 рік).  Нагороджений орденами Трудового Червоного Прапора, «Знак Пошани», «За заслуги» III ступеня та медалями.
Миколі Гурову в Маріуполі встановлено пам'ятник у лугопарці, який носить його ім'я.